# رندی واردوم
رندی واردوم (انگلیسی: Randi Wardum؛ زادهٔ ۲۲ نوامبر ۱۹۸۶) بازیکن فوتبال اهل دانمارک است.
از باشگاه‌هایی که در آن بازی کرده‌است می‌توان به باشگاه فوتبال هاونر بولتفلاگ اشاره کرد.
وی همچنین در تیم ملی فوتبال زنان جزایر فارو بازی کرده‌است.